# Косторошац
Косторошац (Balistidae) је породица риба која обухвата око 40 врста. На телу често имају црте и тачке, насељавају тропске и суптропске пределе, а највише их има у региону Индо-Пацифика. Већина врста настањује релативно плитка обална станишта, посебно на коралним гребенима и око њих. Мањи број врста косторошаца популарне су у морским акваријумима због свог специфичног изгледа.

## Опис
Највећи члан породице косторошац под називом Pseudobalistes naufragium достиже 1 м, али већина врста има максималну дужину између 20 и 50 цм. Кострошац има бочно спљоштено тело овалног облика, док је му је глава велика, а завршава се малим али снажним вилицама са зубима прилагођеним за дробљење. Очи су им мале и постављене далеко од уста. Два карлична пераја прекривена су већим делом кожом и завршавају се у кичми. Са изузетком неколико врста из рода Xanthichthys, мужјаци и женке су сличног изгледа.

## Исхрана
Храни се раковима који се крећу на дну, бодљокошцима и мекушцима, као и морским јежевима. Понекад се хране мањим рибама, а неке врсте, посебно припадници рода Melichthys хране се алгама. Део врста претежно се храни планктонима. Познато је да показује висок ниво интелигенције у односу на друге рибе и имају могућност да уче из претходних искустава. Неке од врста породице косторошац могу да буду врло агресине када чувају своја јаја, као што су Rhinecanthus aculeatus и Balistoides viridescens.

## Територијалност и мрест
Мужјаци се непосредно пре парења селе на места која су користили претходних сезона и успостављају територије. Неке врсте, као што су Balistes carolinensis и Pseudobalistes flavimarginatus праве шупља гнезда на својим територијама. Мужјаци свих врста косторошаца жестоко чувају своје територије, јер су оне од суштинског значаја за репородукцију, због чињенице да се користе за мрест и родитељску негу. Већина територија мужјака налази се на пешчаном морском дну или каменитим гребенима.
Размножавање је темпирано у односу на месечеве мене, плиму и осеку и време смене плиме и осеке. У односу на месечеве мене, женка полаже јаја 2—6 дана пре пуног месеца и 3—5 дана пре младог месеца. У односу на плиму и осеку, мрест се дешава 1—5 дана пре сизигијске плиме. У односу на време смене плиме и осеке, до полагања јаја долази када се плима јавља у време заласка сунца. Мужјак и женка пре самог мреста, праве рупе у пешчаном дну, за потребе постављања јаја. За време мреста, јаја се полажу на пешчано дно и везују за честице песка, а врло су малог пречника свега 0,5—0,6 мм.
Након мрештења и мужјак и женка учествују у нези јаја, женка остаје у близини места за мрест, до 5 метара даљине и штити јаја од непријатеља као што су врсте Parupeneus multifasciatus, Zanclus cornutus, Prionurus scalprum и друге. Поред тога што штите јаја, женке ембрионима обезбеђују кисеоник, како би се младунци што пре излегли. За то време, мужјак и даље остаје изнад јаја и чува женку и јаја на својој територији, а врло су агресивни уколико им се приближи други мужјак.